# Ciulama de ciuperci

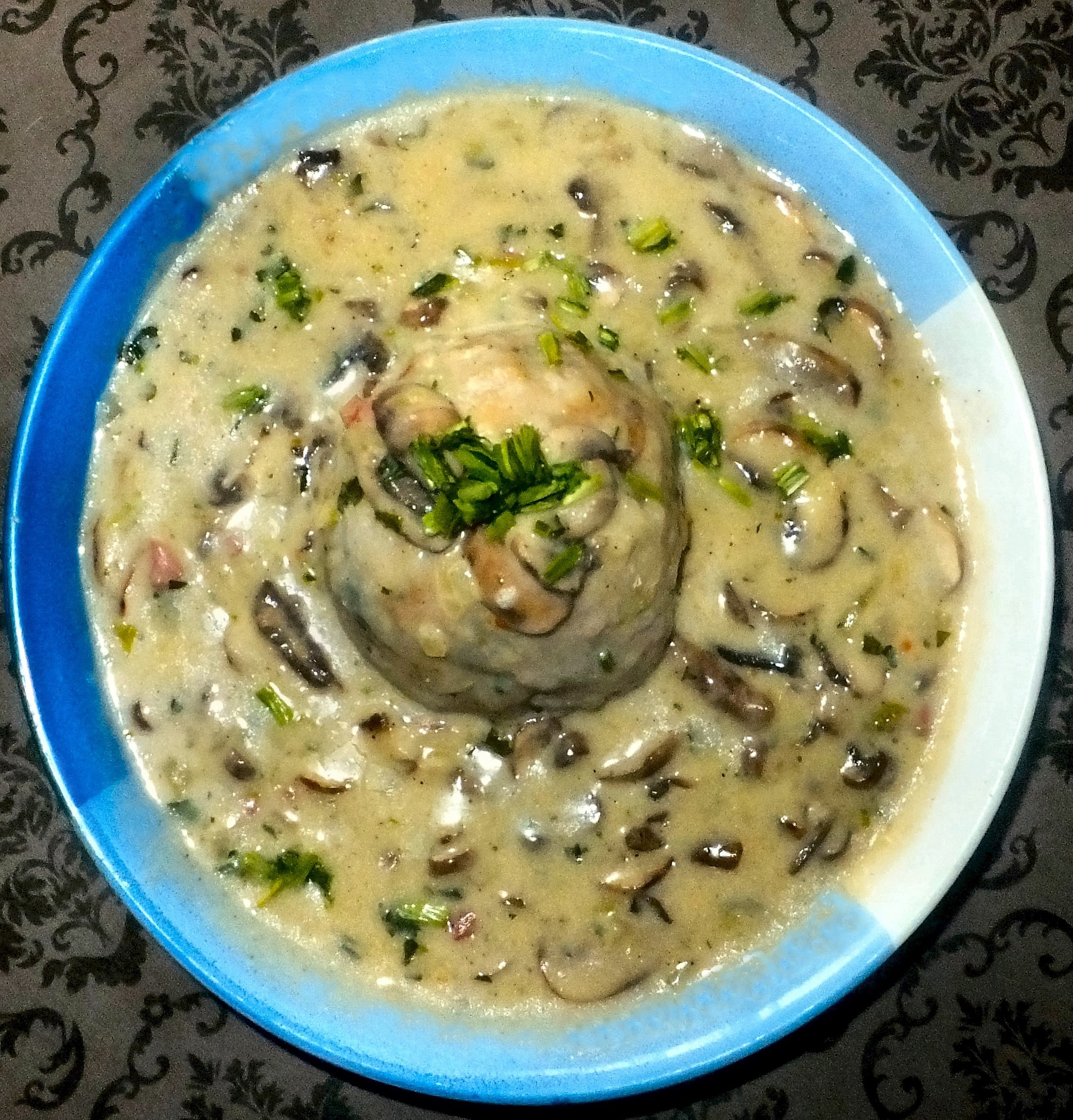
Ciulama de ciuperci cu Gălușcă de chifle

Ciulamaua de ciuperci, rețetă transmisă în Franța deja din Evul Mediu (probabil din regiunea Franche-Comté cu zbârciogi,) cunoscută ca Croûte aux champignons sau Champignons à la crème,  este astăzi o mâncăre internațională, folosită și în bucătăria românească.

## Ingrediente
Pe lângă ciuperci (gălbiori, șampinioni, hribi, zbârciogi sau alte ciuperci de pădure) este nevoie de ulei/unt, smântână, ceva faină pentru legătură, verdețuri, sare, piper, după gust ceapă și mujdei.

## Preparare
Ciupercile se curăță și se prăjesc cu o ceapă și eventual un pic de mujdei. Sarea se adaugă mai târziu. Separat se prăjește făină cu unt, apoi se stinge cu zeamă de legume. Când se îngroașă se poate lega și cu o linguriță de făină), se adaugă ciupercile și se lasă să dea în clocot, adaugând ca verdeață cel puțin pătrunjel dar și mărar precum piper negru (posibil este de asemenea leuștean și cimbru). Se rafină cu smântână și frișcă. Deseori se servește cu mămăligă sau cu o galușcă de franzelă.